# Bleščeči zmotec
Bleščeči zmotec (znanstveno ime Enallagma cyathigerum) je predstavnik enakokrilih kačjih pastirjev iz družine škratcev, razširjen po skoraj vsej Palearktiki.

## Opis
Odrasli dosežejo 29 do 36 mm v dolžino, od tega zadek 22 do 28 mm, zadnji krili pa merita 15 do 21 mm. Po modri osnovni obarvanosti s črnim vzorcem pri samcih je zelo podoben predstavnikom rodu škratcev (Coenagrion) in prodnemu paškratcu, zato je treba za zanesljivo določitev pregledati ujet primerek. Tako samci in samice se ločijo od drugih vrst po eni sami črni črti ob strani oprsja, samci pa še po gobasto oblikovanem črnem znamenju na vrhu drugega člena zadka in samice po črnih znamenjih na vrhu vseh členov zadka, ki spominjajo na torpeda. V povprečju so za spoznanje bolj čokati in živahnejših barv od škratcev.
Bleščeči zmotec s tremi bližnje sorodnimi vrstami Starega sveta tvori kompleks, znotraj katerega je predstavnike težavno ločevati med seboj, zato jih nekateri avtorji obravnavajo kar kot njegove podvrste. Med njimi je bleščeči zmotec najbolj razširjen. Vrsta Enallagma deserti živi le v severozahodni Afriki, Enallagma risi v Srednji in Vzhodni Aziji do severa Kitajske, Enallagma circulatum pa po večjem delu Japonskega otočja in na Sahalinu.
Odrasli letajo od poznega aprila do oktobra; od ostalih vrst s podobno obarvanostjo jih lahko ločimo tudi po tem, da se odrasli običajno zadržujejo nad gladino jezera dlje od obal.

## Habitat in razširjenost
Razmnožuje se v odprtih, osončenih vodnih telesih, običajno stoječih, lahko pa tudi počasi tekoči. Preferira plitva jezera z dobro razvitim vodnim rastlinjem. Poraščenost bregov ni pomembna. Na jugu območja razširjenosti se razvijeta dva rodova na leto, na severu pa lahko traja razvoj ličink tudi več kot eno leto. Najpogostejši je v nižinah, le na jugu se pojavlja do nadmorske višine malo nad 1000 m.
Bleščeči zmotec je razširjen po skoraj vsej Evropi in prek Zahodne Azije ter Sibirije vse do ruskega Daljnega vzhoda, s čimer je en od najbolj razširjenih enakokrilih kačjih pastirjev sploh. Izolirana populacija je prisotna tudi v gorovju Atlas v Maroku, kar je verjetno ostanek širšega areala proti jugu med zadnjo ledeno dobo. V Evropi je pogost na severu in se pojavlja vse do skrajnega severa Skandinavije, le v toplejših in sušnejših predelih Sredozemlja je razširjenost bolj neenakomerna, gostota pa manjša. V Sloveniji se pojavlja na raznolikih najdiščih in je prisoten na večini stoječih vodnih teles v državi, v gorskem svetu celo kot dominantna in pogosto edina vrsta enakokrilih kačjih pastirjev. Zaradi razširjenosti ne velja za ogroženega.